# Deinbollia macrantha
Deinbollia macrantha är en kinesträdsväxtart som beskrevs av Ludwig Radlkofer. Deinbollia macrantha ingår i släktet Deinbollia och familjen kinesträdsväxter. Inga underarter finns listade i Catalogue of Life.